# Алис Робертс
Алис Робертс (енгл. Alice Roberts; Бристол, Уједињено Краљевство, 19. мај 1973) је доктор медицине и специјалиста за кости. Позната је као експерт водитељ на Би Би Си-овом телевизијском програму Coast.

## Биографија
Алис је рођена у Бристолу 1973. године, где је и провела детињство и ишла у школу. Студирала је медицину на Универзитету у Кардифу, а затим студије продужила на Универзитету у Бристолу. Основне студије је завршила 1997. године, а докторске студије из палеонтологије на Универзитету у Бристолу 2008. године. За време постдипломских студија, радила је као асистент на истом универзитету и предавала на предметима анатомије, ембриологије и физичке антропологије. Бавила се истраживањем остатака људских скелета са археолошког и форензичког приступа.
Године 2012, Алис је почела да ради као први професор из Јавног ангажовања у науци на Универзитету у Бирмингему.
Алис тренутно живи у Бристолу са супругом, кћерком и сином. У слободно време воли да црта и бави се вртларством.

### Телевизијска каријера
Алис је први пут на телевизијском документарцу учествовала 2001. године у серији документарних емисија Time Team Live Канала 4 са позиције специјалисте за кости које су пронађене на ископавањима при снимању емисије.
Након тога је учествовала и као специјалиста за кости и као водитељ на документарним емисијама из археологије Немој умрети млад за телевизију Би Би Си 2. Године 2007. је написала и књигу Немој умрети млад: Атомистички водич за ваше органе и ваше здравље (Don't Die Young: An Anatomist's Guide to Your Organs and Your Health) као прилог серији.
Данас ради као водитељ на Би Би Си-овим серијама Coast о географији и природном окружењу.